# 二十一条

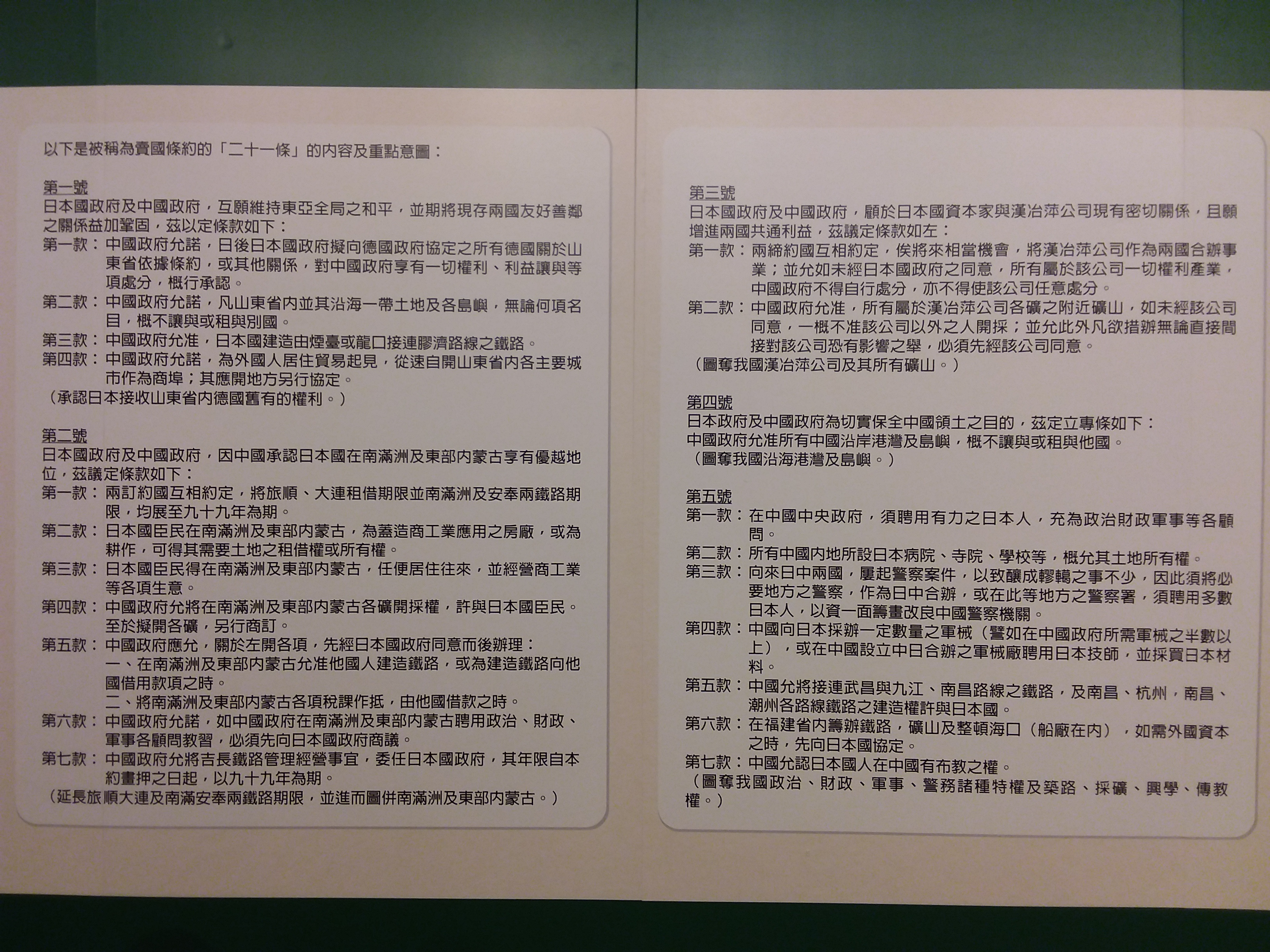
香港中央圖書館展出的“二十一条”条文，附说明

二十一條，日本政府称为对华二十一條要求（日语：対華21ヶ条要求），是大日本帝國1915年向中華民國北洋政府提出的條約，要求中方讓日本控制山東、滿洲南部、內蒙古東部的發展，中央政府在政治、財政和軍事方面須聘用日本人作顧問等。條約引起大量中國民眾不滿，成為了1919年五四运动爆發的主因。中國主流媒體當年稱之為不平等條約，此稱後來得到中華民國政府、中華人民共和國政府採納。导致了《中日民四条约》的签订。

## 歷史背景
1914年，日本《朝日新闻》登出过日本即将向中国提出的“中日新议定书”6条，内称“因第三国侵害支那共和国之安宁、或于领土保全上有危险之时，日本帝国政府可采取临机必要之处置”、“支那共和国不得妨碍日本帝国政府之上述行动，而予以便利”、“日本帝国为达前项之目的，得临时收用在军事上必要之地点”、“非经两国政府承认，不得与第三国签定违背本协约之条约”等条款，其内容类似于日韩合并前大日本帝國与大韓帝國签订的议定书的翻版。同年，第一次世界大戰爆發，袁世凯政府要求德国把侵占的山东半岛权益交还中国遭拒。当时美国注意力已转移至欧洲，而英国则希望日本能成为在其远东的盟友，日本於是在8月23日對德宣戰，出兵佔領了德國在中國的勢力範圍——山東半島。1914年11月18日，中國政府向日本政府提出了日本军从中國撤军的要求。1915年1月7日，中國政府再次向日本政府提出撤军要求。

## 经过

### 提出要求
日本駐中國公使日置益从日本返回中国，以“回任所拜见大总统”为由，请求与大總統袁世凯面晤，1915年1月18日，日置益绕过外交总長孫寶琦向袁世凱直接提出了二十一條要求，並要求中國对此絕對保密。自2月至5月，北洋政府外交部一面与日本談判，一面暗中逐步將條約的部分內容向報界洩露，希望獲得英美兩國支持抗衡日本。当美、英、法三国驻日大使向日本政府提出质询时，日本外务省既不便公然抵赖，又不敢全部公开，于是只承认了第一、二号的11条。2月9日，日本外務大臣加藤高明又向美国驻日大使格思类承认有第三、四号各条，却隐瞒第五号七条。在美方越来越严厉的追问下，加藤高明才于同月21日向格思类承认了第五号的存在，但辩称这只是日本的“希望”而非要求。

### 交涉
2月2日，中日代表在外交部迎宾馆开始秘密会谈，中国代表是外交总长陸徵祥和次长曹汝霖。中國的談判代表多次拒絕《二十一条》中的部份內容，并向社会各界透漏日本之无理要求，以期国际社会干涉此案，并唤起国内舆论讨伐日本，迫使日本讓步。国内民众反对《二十一条》的呼声日渐高涨，日本則以武力威脅中國。4月13日中日第二十二次会议，中国说明第五号各项要求不能承认，4月15日及17日两天会议，中日双方为第五号各款及南满问题激烈讨论，20日，日置益不满中国坚拒不接纳第五号要求，宣告暂停商议。4月26日第二十五次会议，日本代表提出最后修正案，二十一条要求改为二十四条。5月1日第二十六次会议，中国政府提出修正案，仍坚持自己的立场，日本代表即警告中国，日本政府将使用‘最后手段’。5月6日，袁世凯在《大总统袁世凯致各省电》中称：中国沿海港湾、岛屿不可让与或租于他国、聘用日本顾问、中日合办警察、军械等为‘其制我死命最要之点’。在我国不宜因此决裂，蹂躏全局。但应尽心竭力，能挽救一分，即收回一分之权利。5月7日下午3时，日本政府向中华民国政府发出最后通牒，除第五号要求可剝離此次交涉外，限5月9日下午6点前必須答复，承认各款要求，否则将执行必要之手段。此时的日本摆出大战一场的姿态，军舰在渤海一带游弋，山东、奉天兵力增加，关东戒严，日侨纷纷回国。5月8日袁世凯召集黎元洪、徐世昌、各部总次长及參政等人在中南海春藕斋召开特别会议，袁世凯认为日本已收回对中国最为不利的第五号各条款，其他条款已非亡国条件，其他參与会议各人除段祺瑞外也都同意，所以決定接受日本要索。英国驻华公使朱尔典在这天中午前往外交部面見陸徵祥，他说：“中国已经面临生死存亡的严重关头。我到中国40年，和大总统有30年的交情，今天不能不赶过来说几句真挚的话。最后通牒只能回答是或否，没有讨价还价的余地。此时欧洲各国无暇东顾，中国政府除接受日本条件外，别无自全之道。”美国驻华公使芮恩施也劝告袁政府“应避免与日本发生正面冲突”。是夜袁世凯便派李盛鐸往日本使馆答覆接受。
5月9日23時，北洋政府沒有等到預期的外援，以「國力未充，難以兵戎相見」為由，对外宣布接受二十一條中一至四號的部份要求。5月25日，中国政府代表陸徵祥与日本政府代表日置益在北京签署《关于山东省之条约》、《关于南满洲及东部内蒙古之条约》及13件换文，总称《中日民四条约》，与《二十一条》原案比较，中国损失相较于原案已尽可能减小到最低程度。

### 抗議
消息傳出，舉國震怒，保定軍官學校學生何光烈、京畿軍政執法處稽查員李統球及湖南省內有學生、工人先後自殺。簽約當天，湖南學生彭超留下血書，憤然投江。5月12日，二十多萬人到北京中國公園（今北京中山公園）集會，募集捐款「救國儲金」八十五萬餘元。當時十七歲就讀天津南開學校的周恩來上街演講，號召人們振興經濟、誓雪國恥。全國省教育會聯合會（又名全國教育聯合會）要求全國各級學校以每年5月9日為國恥紀念日，稱為「五九國恥」。5月13日，漢口更發生搗毀日人商店及毆傷日人的暴動。

## 条款
二十一条共分为五号，第一号有4条，是关于日本接收山东省内旧德国权利、并扩展筑路权、定居权和通商权的要求。第二号有7条，要求将日本在关东州租借地、南满铁路、安奉和吉长铁路的权益再展期99年，以及日本人在内蒙东部和南满的开矿、定居、通商权利。第三号有2条，要求日本独占汉阳、大冶、萍乡的煤铁事业。第四号要求中国不将沿海口岸和岛屿割让他国。第五号有7条，要求中国政府聘用日人担任军事和财政顾问，且日本顾问需多于他国顾问的总数。中国警察由中日合办或聘用日本顾问。中国军队所需的军械器材由日华合办的军械厂供应，或向日本采购。湖南、湖北、浙江、江西、福建等省铁路建造权利交与日本。承认日本在中国各地医院、寺院、学校的土地所有权，并承认日本的“布教权”。二十一条所有条款并非北洋政府签订的最终条款，最后签订的是《中日民四条约》。

## 影响
- 全国教育联合会将签订条约的5月9日定为“国耻日”，依此警励国人毋忘此日，誓雪国耻。
- 日本方面在此次交涉後，外相加藤高明下野以示負責。

## 后续
日本取代德國在山東之特权。中國雖然參加第一次世界大戰并為戰勝國，在巴黎和會中提出廢除外國在華勢力範圍、撤退外國在華駐軍等7項要求，希望取消日本強加的「二十一條」及換文陳述書，但列強紛紛拒絕，並簽署將德國在中國山東權益轉讓給日本，此事成為五四運動之導火線。该条约部分内容由于影响到其他国家在华利益，第一次世界大戰結束後，部分条款在1922年华盛顿会议上被废除。1922年5月11日，美国国务卿布赖恩致电日本和中国政府，称“不能承认……有损于中华民国的政治或领土完整、或有损关于中国的国际政策（即门户开放政策）的任何协定或承诺”。此即之后数十年当中，美国对华政策中的核心——“不承认主义”方针。此后《民四条约》内容不断被改写，直至1945年日本在第二次世界大战中失败后彻底废除。

### 引用
1. ↑  . 神州日報 (上海). 1915-05-17.
2. ↑  . 神州日報 (上海). 1915-05-10.
3. ↑  . 神州日報 (上海). 1915-05-27.
4. 1 2  唐启华. . . 社会科学文献出版社. 2010-09-01  [2013-07-21]. ISBN 9787509717509. （原始内容存档于2013-11-11）.
5. ↑  . 神州日報 (上海). 1915-05-22.
6. ↑  . 神州日報 (上海). 1915-05-27.
7. ↑  . 申報 (上海). 1915-05-16.
8. ↑  . 神州日報 (上海). 1915-05-20.

### 书籍
- 郭廷以：《中華民國史事日誌》，1915年
- 胆紅. . 国際公共政策研究 (大阪大学大学院国際公共政策研究科). 2007-3, 11 (2): 183–194. ISSN 1342-8101.

### 报章
- . 神州日報 (上海). 1915-05-16.
- . 神州日報 (上海). 1915-05-30.（兩份條約及13件照會文本）
- . 神州日報 (上海). 1915-05-31.
- . 神州日報 (上海). 1915-06-01.
- . 神州日報 (上海).1915年6月4日 - 1915年6月5日（此文記條約互換于6月6日，事實于6月8日在日本外務省內舉行）